# Chytálky
| \| \| |
|       |

|  |

| \| \| |
|       |

|  |

Chytálky ist eine Ansiedlung in Tschechien. Sie liegt sieben Kilometer westlich von Tišnov und gehört anteilig zu den Gemeinden Újezd u Tišnova, Kuřimské Jestřabí und Dolní Loučky im Okres Brno-venkov.

## Geographie

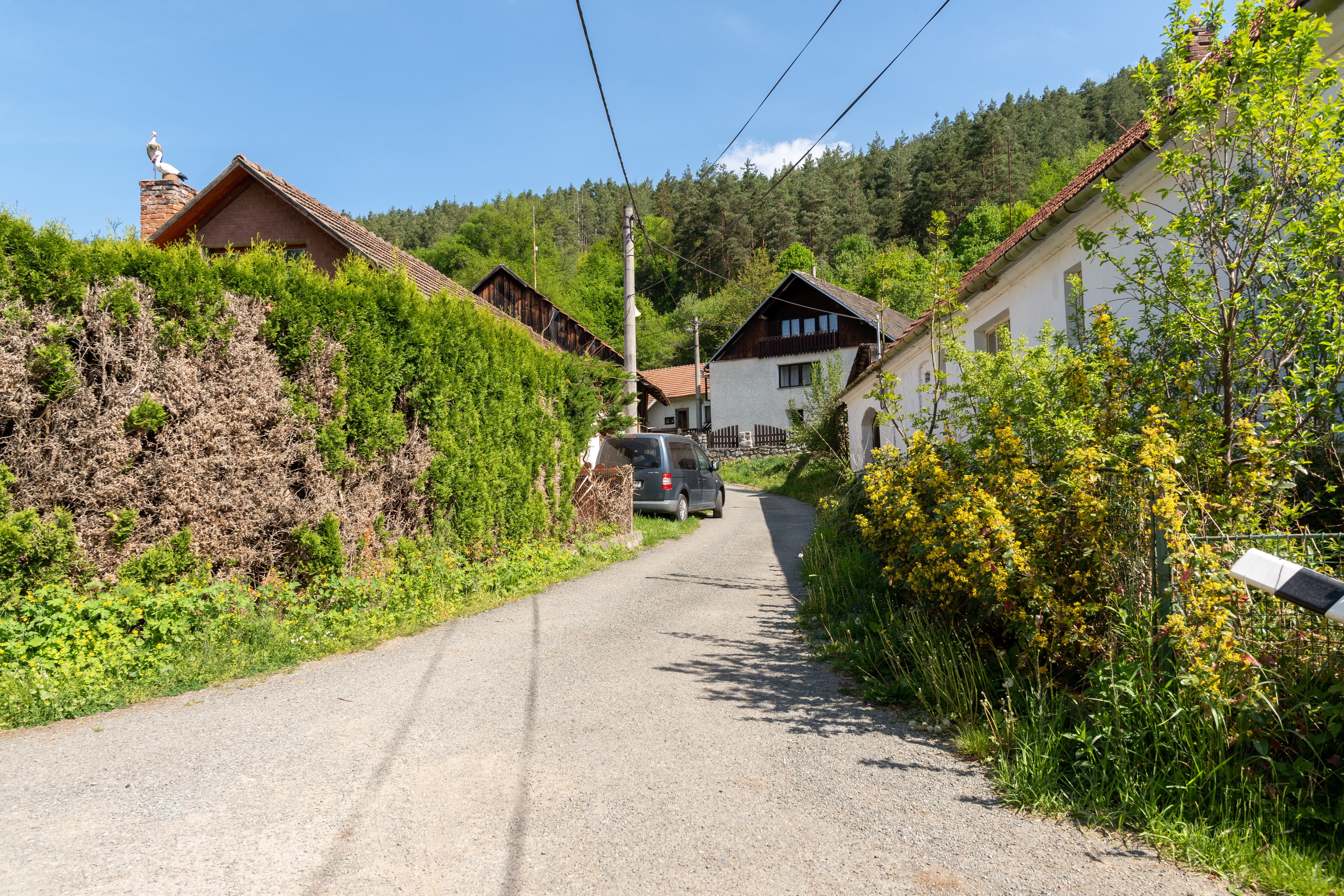
Chytálky

Chytálky befindet sich am westlichen Fuße der Mírová (467 m) am Flüsschen Libochovka in der Böhmisch-Mährischen Höhe. Nördlich verläuft die Bahnstrecke Brno-Havlíčkův Brod, die nächste Bahnstation ist Dolní Loučky. Im Süden erhebt sich der Mlýnský vrch (435 m) und im Westen die Pláně (477 m).
Nachbarorte sind Újezd u Tišnova und Horní Loučky im Norden, Dolní Loučky und Mezihoří im Nordosten, Předklášteří im Osten, Falcov, Nelepeč und Úsuší im Südosten, Deblín und Blahoňov im Süden, Kuřimské Jestřabí und Kuřimská Nová Ves im Südwesten, Lubné und Kutiny im Westen sowie Řikonín im Nordwesten.

## Geschichte
An der Stelle der Ansiedlung befand sich wahrscheinlich das 1299 erstmals urkundlich erwähnte Dorf Chvališov. Chvališov war der Herrschaft Deblín untertänig und ist bis zum Jahre 1504 nachweisbar. Danach erlosch das Dorf.
An der Stelle des Dorfes entstanden später einzelne Bauerngehöfte und eine Mühle. Die Fluren von Chytálky gehörten bis ins 19. Jahrhundert zu Horní Loučky, weil der größte Teil des Waldgebietes im Besitz von Einwohnern dieses Dorfes war. Untertänig war Chytálky bis zur Mitte des 19. Jahrhunderts zu der Herrschaft Kuřim.
Chytálky besteht heute aus acht Häusern, von denen jeweils eines zu den Katastern von Kuřimské Jestřabí und Dolní Loučky sowie sechs zu Újezd u Tišnova gehören. Wegen seiner Abgeschiedenheit ist Chytálky heute vor allem ein Erholungsort.

## Legenden um den Namen
Nach volkstümlichen Überlieferungen soll sich an der Stelle von Chytálky eine Ansiedlung Tálky befunden, die im 17. Jahrhundert niederbrannte. Eine andere Sage leitet den Namen Chytálky davon ab, das hier ein Krebsfänger gelebt haben soll, der die Herrschaft Kuřim mit Flusskrebsen versorgte.

## Sehenswürdigkeiten
- Naturdenkmal Pláně mit einer Fläche von 9,3 ha, der Wacholderbestand befindet sich von Chytálky
- Mühle Hlouškův mlýn